# Tomomyza pictipennis
Tomomyza pictipennis är en tvåvingeart som beskrevs av Mario Bezzi 1921. Tomomyza pictipennis ingår i släktet Tomomyza och familjen svävflugor. Inga underarter finns listade i Catalogue of Life.